# Parafia Miłosierdzia Bożego w Skierniewicach
Parafia Miłosierdzia Bożego w Skierniewicach – parafia znajduje się na terenie dekanatu Skierniewice – Najświętszego Serca Pana Jezusa w diecezji łowickiej. Powstała w 2002. Kościół jest budowany według projektu architekta Aleksego Dworczaka. Mieści się przy ulicy świętej Siostry Faustyny Kowalskiej.